# KUD "Slavko Janković"
Organizirano djelovanje folklornog društva u Šiškovcima počinje oko 1935.g. kada je društvo nastupalo na smotri folklora u Vinkovcima. Slijedili su nastupi na smotrama u Babinoj Gredi, Privlaci, Nijemcima i Županji,a 1939.g. na poziv učitelja Adama Ace Jemrića – Keljina društvo je nastupalo u Petrovaradinu. Iz tog vremena imamo i dvije vrlo lijepe slike svirača.
Društvo je djelovalo sve do Drugog svjetskog rata kada je došlo do stanke, a nakon rata nastavljeno je s radom slabijeg intenziteta.
1.veljače 1972.g. društvo je osnovano pod nazivom „Društvo ogranak seljačke sloge“, a 1973. Je registrirano. Na skupštini društva 16.3.1974.g. društvo je promijenilo ime u Amatersko folklorno društvo „Slavko Janković“.
Slavko Janković volio je Šiškovce, po majci je bio iz Šiškovaca (Jemrić – Keljin). Tadašnji stariji članovi društva bili su njegovi suvremenici i sjećaju se brojinih sijela koje je Slavko organizirao u selu kada je dolazio na „ferije preko leta kod svog bać Andrije – Keljinog“, pa su iz poštovanja društvu dali njegovo ime.
Društvo je sudjelovalo na gotovo svim smotrama folklora i priredbama koje su se održavale u Slavoniji, a bilo je i na Zagrebačkoj smotri folklora. Svirači iz tog vremena bili su u Americi na Festivalu Američkog folklora za što su dobili pismo zahvale od Smitsonovog instituta za impresivno i uspješno sudjelovanje na Festivalu američkog folklora „Stari običaji u novom svijetu“.
Društvo djeluje do 1981.g. kada dolazi do duže stanke u radu.
Društvo je obnovilo rad u lipnju 1996.g. i od tada radi bez prekida. Sudjelovalo je na „ Vinkovačkim jesenima“, "Đakovačkim vezovima", “Šokačkom sijelu“,“Žetvenim svečanostima“, smotri „Probudi se Slavonijo“, „Večerima dr. Matije Bačića“ i mnogim drugim priredbama.
Društvo i dalje djeluje u folklornoj (starija i mlađa) i tamburaškoj sekciji te broji oko 40 aktivnih članova.

## Vanjske poveznice
- http://www.kud-slavkojankovic.hr  Arhivirana inačica izvorne stranice od 18. kolovoza 2019. (Wayback Machine)